# Vikramasingapuram
Vikramasingapuram é uma panchayat (vila) no distrito de Tirunelveli, no estado indiano de Tamil Nadu.

## Geografia
Vikramasingapuram está localizada a 8° 40′ N, 77° 20′ L. Tem uma altitude média de 200 metros (656 pés).

## Demografia
Segundo o censo de 2001, Vikramasingapuram tinha uma população de 48,101 habitantes. Os indivíduos do sexo masculino constituem 49% da população e os do sexo feminino 51%. Vikramasingapuram tem uma taxa de literacia de 79%, superior à média nacional de 59.5%: a literacia no sexo masculino é de 85% e no sexo feminino é de 73%. Em Vikramasingapuram, 9% da população está abaixo dos 6 anos de idade.